# 赤煙硝酸
赤煙硝酸(せきえんしょうさん、Red Fuming Nitric Acid、RFNA)は、ロケットの酸化剤として用いられる、硝酸に四酸化二窒素を溶かした物質である。
1分子の四酸化二窒素（無色）と2分子の二酸化窒素（赤褐色）とは化学平衡で相互に変換するため、赤煙硝酸とロケット燃料でいうところの発煙硝酸（はつえんしょうさん、White Fuming Nitric Acid, WFNA）とは製造原料に由来する二酸化窒素の溶解量が異なるだけで同じ化学物質である。

## 概要
赤煙硝酸には四酸化二窒素が溶けているため、空気中では赤い色の煙を発生する。この煙の色は四酸化二窒素から生じた二酸化窒素によるものである。溶けこんだ四酸化二窒素の量によって無色から褐色までの色をなし、常温では液体である。常温で気体の四酸化二窒素を硝酸に溶かしこむことで液体の状態で保管可能となる。
赤煙硝酸は1960年代から発煙硝酸に代わる常温貯蔵が可能な液体酸化剤として非対称ジメチルヒドラジン等の燃料と組み合わせてロケットの推進剤として用いられるようになった。その配合はHNO3にN2O4を13%と3%の水H2Oである。酸化剤として液体酸素を用いるロケットと異なり、燃料と赤煙硝酸を混合するだけで発火するため、ロケットから点火系が必要無くなり、また総じて固体燃料と比べて比推力が大きいため、特に旧ソ連が設計した弾道ミサイルで多用されている。旧ソ連ではAK（Azotna Kislota:ロシア語で硝酸の意）の後ろに四酸化二窒素の量を示す数字をつけて表される。AK20の場合は硝酸80%に四酸化二窒素が20%溶けていることを示す。 AK20とAK27が存在し、添加物の差違によってAK20I、AK20F、AK20K、AK27I、AK27Pの区別がある。
硝酸による貯蔵タンクの腐食を防ぐため、通常は抑制剤と呼ばれる物質が添加されている。抑制剤が添加された赤煙硝酸は抑制赤煙硝酸(Inhibited Red Fuming Nitric Acid、IRFNA)と呼ばれる。抑制剤に使用される物質はフッ化水素など複数が存在するが、いくつかは機密となっている。
赤煙硝酸は酸化剤としてだけではなく、まれに推進剤としても用いられる。この場合、ロケット燃料は赤煙硝酸だけとなる。
第二次世界大戦の最中、ドイツ軍では赤煙硝酸をいくつかのロケットに用いた。
この混合物はS-Stoff（96%の硝酸と4%の塩化第二鉄）及びSV-Stoff（94%の硝酸と6%の四酸化二窒素）と呼ばれていた。